# ناصر العنزي (حكم كرة قدم)
ناصر العنزي (مواليد 4 أكتوبر 1966 -) في دولة الكويت، هو خبير تحكيمي، وحكم دولي سابق، ومحلل وحكم كرة قدم كويتي ، قاد العديد من المباريات المحلية والدولية، وحصل على جائزة أفضل حكم ساحة لعدة مرات متتالية، بعد إعتزاله أستمر في العمل التحليلي في قناة الدوري والكأس القطرية.